# LY-307,452
LY-307,452 je lek koji se koristi u naučnim istraživanjima. On je bio među prvim jedinjenjima koja su delovala kao selektivni antagonisti za grupu II metabotropnih glutamatnih receptora (2/3), i bio je koristan u ranim ispitivanjima te receptorske familije, mada je u međuvremenu uglavnom zamenjen novijim lekovima poput LY-341,495.